# مأمون الفرخ
مأمون زرقان الفرخ (31 يناير 1958 في دمشق - 21 مايو 2020) ممثل ومخرج مسرحي ومؤدي أصوات سوري.
شارك في العديد من المسلسلات التلفزيونية والإذاعية ومسرح والرسوم المتحركة.
أبرز مشاركاته التلفزيونية كانت في مسلسلات (باب الحارة)، (أيام الغضب)، (يوميات مدير عام)، (أسعد الوراق)، (الزعيم)، (ليالي الصالحية)، (الخوالي)، (العبيد)، (الهروب إلى القمة).

## دراسته
هو خريج من المعهد العالي للفنون المسرحية قسم التمثيل وقسم كلية الدراما والموسيقى. حصل الفنان مأمون الفرخ على درجة الماجستير من جامعة العلوم والتكنولوجيا.

## مناصب
كما شغل منصب مدير مسرح القباني في دمشق سابقاًً، ومدير مسرح الطفل والعرائس في سورية، أصبح في 2 أغسطس 1982 عضوًا في نقابة الفنانين.

## مؤلفات
وله عدة دراسات في هذا المجال مثل سيكولوجيا اللعب عند الطفل والنص الموجه للطفل.

## أعماله

### أعماله التلفزيونية
- هجرة القلوب
- أبو كامل
- حي المزار
- الرجل سين ... مخرج منفذ
- يوميات مدير عام....بدور فرحان
- المنعطف
- اللوحة السوداء...بدور عبسي
- العبابيد
- ديوان العرب
- يوميات موظف
- أيام الغضب
- بطل من هذا الزمان... بدور عصام
- ظرفاء ولكن .... بدور ناصر
- حروب عائلية
- إخوة التراب الجزء الثاني
- فرسان الريح
- الخوالي
- ليالي الصالحية...بدور عاشور
- سيد العشاق
- قناديل رمضان
- باب الحارة الجزء الأول / بدور.. أبو سمير الحمصاني 2006
- عصر الجنون...بدور فاضل
- جريمة بلا نهاية...بدور عمار
- ناصر
- أهل الراية...بدور صبري
- تخت شرقي ...بدور دكتور جمال
- أسعد الوراق ...بدور عابد
- أهل الراية 2 ...بدور صبري
- العقاب ...بدور عبد الله بن وائل
- الإمام ... بدور الحارث
- أوركيديا
- جنان نسوان
- وردة شامية
- وهم
- مسافة أمان
- باب الحارة 10
- غفوة القلوب
- شوارع الشام العتيقة
- كرسي الزعيم

### في المسرح
- سكان الكهف
- سفره بلا سفر
- كاليغولا
- ثلاث مراكب ومشعوذ
- المهرج
- لا غنى عنه
- علاء الدين
- المصباح السحري
- جواهر الأميرة السبع
- نصفا جزيرة
- احتفال عائلي

### في الإذاعة
- مجموعة كثيرة من الأعمال الإذاعية

### في السينما
تل الفرس - سبع دقائق إلى منتصف الليل -غير مخصص للبيع

### دبلجة انمي
| الشخصية                          | أنمي                        | ملاحظات             |
| -------------------------------- | --------------------------- | ------------------- |
| شانكس، جانغو، غين، هيليمبو، موجي | ون بيس                      |                     |
| سينشي كودو                       | المحقق كونان                | الجزء الأول والثاني |
| شو                               | دراغون بول                  |                     |
| ياماكا (الصوت الأول)             | دراغون بول زد               |                     |
| نبيل                             | أنا وأخواتي                 |                     |
| ستوتسو                           | القناص                      |                     |
| حنصل                             | اللعبة الكبرى               |                     |
| ازرق                             | أدغال الديجيتال             |                     |
| قردون                            | أبطال الديجيتال ج1          |                     |
| صاحب المكتبة                     | دروب ريمي                   |                     |
| شيرا                             | المحقق كونان:اللحظة الأخيرة |                     |
| التنين الاصفر - تيمور            | فرسان الأرض                 |                     |
| أدوار متعددة                     | فرسان الفضاء                |                     |
| ماكسيمليان                       | مونت كريستو                 |                     |
| كمال (جد رامي)                   | رامي الصياد الصغير          |                     |
| السيد تاك                        | روبن هود: السهم الناري      |                     |

### دبلجة الرسوم المتحركة والدراما الأجنبية
| الشخصية      | المسلسل-فيلم                         | ملاحظات                   |
| ------------ | ------------------------------------ | ------------------------- |
| المعلم       | الضربة المزدوجة                      | الجزء الأول               |
| كمال         | القناع                               | الجزء الأول، الجزء الثاني |
| اكوما        | المدافعون                            |                           |
| ريس          | جوني كويست                           |                           |
| بارم         | دراغون بوستر                         |                           |
| كارب         | سكوبي دوو ‏                           | الجزء الثالث              |
| أدوار متعددة | توم وجيري، دروبي ودريبل، سبايك وتايك |                           |
| أدوار متعددة | أسرار الغابة                         |                           |
| أدوار متعددة | المحاربون                            |                           |
| أدوار متعددة | المضحكون                             |                           |
| أدوار متعددة | المنقذون                             |                           |
| أدوار متعددة | بات مان الجزء الثالث                 | نسخة مركز الزهرة          |
| أدوار متعددة | جوني كويست 0                         |                           |
| أدوار متعددة | زعبوب وزعبوبة                        |                           |
| أدوار متعددة | سندباد بحار من بلاد العرب            |                           |
| أدوار متعددة | فرقة العدالة                         |                           |
| أدوار متعددة | فيلكس                                |                           |
| أدوار متعددة | كاسبر ‏                               |                           |
| أدوار متعددة | مدرسة الأرقام                        |                           |
| أدوار متعددة | مغامرات فهيم                         |                           |
| أدوار متعددة | موكب العصور                          |                           |
| أدوار متعددة | شهد والأبطال                         |                           |
| السيد كرابل  | ألفين والسناجب                       | الجزء الأول               |

## وفاته
أعلنت مصادر إعلامية سورية، يوم الخميس 21 مايو 2020، عن تفاصيل سبب وفاة الفنان مأمون الفرخ الممثل السوري الذي اشتهر قبل سنوات من خلال دوره ( أبو سمير الحمصاني) في مسلسل باب الحارة الدرامي الأشهر عربيا.
وأكدت المصادر الإعلامية نقلا عن فنانين أن سبب وفاة الممثل مأمون الفرخ هو تعرضه إلى احتشاء في عضلة القلب خلال اليوم الثامن والعشرين من شهر رمضان، موضحة أنه يبلغ من العمر 62 سنة.

## وصلات خارجية
- مأمون الفرخ على موقع قاعدة بيانات الأفلام العربية
- مأمون الفرخ على موقع قاعدة بيانات الفيلم (الإنجليزية)
- مأمون الفرخ على موقع ANN person (الإنجليزية)